# 中国人民解放军北部战区

北部战区地域：辽宁省、吉林省、黑龙江省、内蒙古自治区、山东省

中国人民解放军北部战区是中国人民解放军五大战区之一，成立2016年2月1日，领导和指挥黑龙江省、吉林省、辽宁省、内蒙古自治区、山东省等5个省级行政区的武装力量。战区机关驻沈阳市。战略方向是朝鲜半岛、黄海、日本海和日本。

## 沿革
2016年2月1日，中国人民解放军战区成立大会在北京八一大楼举行。中共中央总书记、国家主席、中央军委主席习近平向东部战区、南部战区、西部战区、北部战区、中部战区授予军旗并发布训令。中共中央政治局委员、中央军委副主席范长龙在大会上宣读了习近平主席签发的中央军委关于组建战区机关及其领导班子成员任职命令和决定，大会由中共中央政治局委员、中央军委副主席许其亮主持。

## 编制
2016年改革后，中国人民解放军北部战区设置下列机构：

### 职能部门
- 联合参谋部
- 政治工作部

### 战区军种机关
- 北部战区陆军（机关驻济南市）[2]
- 北部战区海军（机关驻青岛市）
- 北部战区空军（机关驻沈阳市）

### 直属单位
- 中国人民解放军陆军第七综合训练基地

## 历任领导
| 1. 宋普选 上将（2016年1月—2017年8月） 2. 李桥铭 上将（2017年8月—2022年9月） 3. 王强 上将（2022年9月—2024年8月） 4. 黄铭 上将（2024年8月—） | 1. 褚益民 上将（2016年1月—2017年1月） 2. 范骁骏 空军上将（2017年1月—2022年1月） 3. 刘青松 海军上将（2022年1月—2023年6月） 4. 郑璇 陆军上将（2023年6月—） |

| - 王西欣 中将（2016年1月—2017年1月，兼参谋长） - 李桥铭 中将（2016年1月—2017年8月，兼北部战区陆军司令员） - 袁誉柏 海军中将（2016年1月—2017年1月，兼北部战区海军司令员） - 丁来杭 空军中将（2016年1月—2017年8月，兼北部战区空军司令员） - 王长江 海军中将（2016年1月—2019年4月） - 王伟 空军中将（2016年1月—2021年3月） - 石正露 中将（2017年1月—，至2020年12月兼参谋长，2020年12月兼战区陆军司令员） - 张文旦 海军中将（2017年1月—2017年12月，兼北部战区海军司令员） - 许学强 空军中将（2017年8月—2021年8月，兼北部战区空军司令员） - 王印芳 少将（2017年12月—2020年4月，兼北部战区陆军司令员） - 李玉杰 海军中将（2017年12月—2019年12月，兼北部战区海军司令员） - 姜国平 海军中将（2019年6月—，2021年3月起兼参谋长） - 胡中明 海军中将（2019年12月—2021年12月，兼北部战区海军司令员） - 吴亚男 中将（2020年4月—2020年12月，兼北部战区陆军司令员） - 孔军 海军中将（2021年3月—2021年12月） - 董立 空军中将（2021年3月—2023年3月） - 赵志丹 中将（2021年12月—） - 王大忠 海军中将（2021年12月—，兼北部战区海军司令员） - 刘文起 空军中将（2021年12月—，兼北部战区空军司令员） | - 刘建 中将（2016年1月—2018年4月，兼北部战区政治工作部主任） - 徐远林 中将（2016年1月—2016年5月，兼北部战区陆军政治委员） - 康非 海军中将（2016年1月—2020年9月，兼北部战区海军政治委员） - 白文奇 空军中将（2016年1月—2018年12月，兼北部战区空军政治委员） - 石晓 中将（2016年5月—2020年12月，兼北部战区陆军政治委员） - 蔡立山 空军中将（2019年4月—，兼北部战区空军政治委员） - 缪文江 中将（2019年4月—，兼北部战区政治工作部主任） - 傅耀泉 海军中将（2020年9月—，兼北部战区海军政治委员） - 郑璇 中将（2020年12月—，兼北部战区陆军政治委员） - 罗益昌 中将（2021年3月—） |

中央军委纪律检查委员会驻北部战区纪检组组长